# Vittorio Lanternari
Vittorio Lanternari (Chiaravalle, 11 novembre 1918 – Roma, 5 agosto 2010) è stato un etnologo e storico delle religioni italiano.

## Biografia e carriera
Di origini ebraiche, dopo gli studi classici si iscrisse, nel 1937, alla Facoltà di Lettere e Filosofia dell'Università di Bologna, ma già l'anno seguente fu costretto ad interrompere gli studi per l'emanazione delle leggi razziali fasciste le quali, proprio per quella facoltà, gli avrebbero precluso l'insegnamento pubblico. Si iscrisse dunque alla Facoltà di Agraria, sempre a Bologna, laureandosi poi nel 1942.
Sfuggito alla deportazione nazista, dopo le vicende belliche si iscrisse di nuovo alla Facoltà di Lettere e Filosofia, questa volta all'La Sapienza di Roma, laureandosi, nel 1946, in storia delle religioni con Raffaele Pettazzoni, con cui mantenne una collaborazione di studio, parallelamente all'insegnamento nelle scuole secondarie.
Al contempo, sotto consiglio di Pettazzoni, si orientò all'approfondimento dei rapporti fra storia delle religioni ed etnologia, entrando in contatto, a tal fine, con Ernesto De Martino, già promotore di una etnologia religiosa, con cui collaborerà assiduamente, dal 1948 al 1965. Frutto di questa collaborazione, fu la presa di coscienza, da parte di Lanternari, di quella natura prettamente storica dei sistemi religiosi, da studiare e comprendere, quindi, secondo una prospettiva storicistica che faccia riferimento inderogabile a quell'intrinseca contestualità socio-culturale in cui questi nascono e si sviluppano.
Nel 1951 fu assistente alla cattedra di etnologia di Alberto Carlo Blanc, quindi, nel 1959, incaricato di storia delle religioni ed etnologia all'Università di Bari, fino al 1968, quando vi conseguì l'ordinariato in etnologia. Nel 1978 si trasferì alla Sapienza, dove rimase fino al collocamento fuori ruolo, nel 1989, ma continuando ad insegnare fino al 1994.
Relatore in vari congressi, convegni e giornate-studio, in Italia ed all'estero, tenne corsi e seminari in diverse università ed istituzioni accademiche straniere, tra cui la Columbia University di New York nel 1965, l'Instituto Nacional de Antropología e Historia di Città del Messico, nel 1973 e nel 1978, la London School of Economics and Political Sciences, e le università di Cambridge, Manchester e Zurigo. Era socio del Royal Anthropological Institute di Londra e, dal 1988, socio corrispondente straniero della British Academy.
Svolse un intenso lavoro "sul campo", in particolare in Ghana, presso l'etnia Nzema, dal 1971 al 1977.
Con Ernesto De Martino e Angelo Brelich, dette un rilevante contributo allo sviluppo della storia delle religioni in Italia.

## Studi e ricerche
La sua attività scientifica, di studio e di ricerca, viene a delinearsi attorno ad alcuni nuclei tematici principali, che si sono succeduti, più o meno diacronicamente, lungo il suo complessivo percorso di studioso, molti dei quali hanno aperto nuovi indirizzi di ricerca ed originali tematiche di studio.
Un primo nucleo riguarda la manifestazione del sacro, la ritualità connessa e le sue declinazioni mitiche; un secondo nucleo, sui movimenti religiosi millenaristici, messianici e carismatici e le loro ripercussioni culturali odierne; un terzo nucleo, in riferimento all'etnocentrismo nelle sue dimensioni locali e globali; un quarto, sul folklore italiano; un quinto, concernente l'antropologia medica, l'immigrazione e l'etnopsichiatria in chiave transculturale, per concludere con un sesto nucleo, forse il più interessante ed innovativo, sugli intimi quanto inesplorati rapporti fra ambiente antropico e cultura (ecoantropologia).
Proprio quest'ultimo ambito, supportato dall'esperienza sul campo effettuata in precedenza, lo porta ad approfondire quelle fondamentali questioni etiche con le relative responsabilità politiche, così cruciali per l'avvenire dell'umanità, riguardanti i rapporti fra l'uomo e l'ambiente come stabiliti, in particolare, dalle civiltà occidentali, problematiche, queste, ritenute, da Lanternari, propedeutiche alla sussistenza di un qualsiasi equilibrio politico e sociale su vasta scala, che tenga conto delle varie diversità.
Questa ampia, profonda ed innovativa attività pluriennale di studio, di ricerca e di riflessione in storia delle religioni, antropologia e sociologia, si è concretizzata con la pubblicazione di molti lavori di ricerca, quindi è stata sistematicamente raccolta ed esposta in numerose, notevoli monografie.

## Opere principali
- La grande festa. Vita rituale e sistemi di produzione nelle società tradizionali, Il Saggiatore, Milano, 1959 (con successive edizioni e ristampe).
- Movimenti religiosi di libertà e di salvezza dei popoli oppressi, Feltrinelli, Milano, 1960 (con successive edizioni e ristampe).
- Occidente e Terzo Mondo. Incontri di civiltà e religioni differenti, Edizioni Dedalo, Bari, 1967 (con successive edizioni).
- Antropologia e imperialismo, e altri saggi, Giulio Einaudi editore, Torino, 1974.
- Crisi e ricerca d'identità. Folklore e dinamica culturale, Liguori Editore, Napoli, 1976 (con successive edizioni).
- Incontro con una cultura africana, Liguori Editore, Napoli, 1976.
- L'incivilimento dei barbari. Identità, migrazioni e neo-razzismo, Edizioni Dedalo, Bari, 1983.
- Preistoria e folklore. Tradizioni etnografiche e religiose della Sardegna, L'Asfodelo, Sassari, 1984.
- Identità e differenza. Percorsi storico-antropologici, Liguori Editore, Napoli, 1986.
- Dei, Profeti, Contadini. Incontri nel Ghana, Liguori Editore, Napoli, 1988.
- Una cultura in movimento. Immigrazione e integrazione a Fiorano Modenese, Dedalo Edizioni, Bari, 1990.
- Antropologia religiosa. Etnologia, storia, folklore, Edizioni Dedalo, Bari, 1997.
- (a cura di) Medicina, magia, religione, valori (con M.L. Ciminelli), 2 voll., Liguori Editore, Napoli, 1994-98.
- La mia alleanza con Ernesto De Martino, Liguori Editore, Napoli, 1997.
- Ecoantropologia. Dall'ingerenza ecologica alla svolta etico-culturale, Edizioni Dedalo, Bari, 2003.
- Religione, magia e droga. Studi antropologici, Manni Editore, Lecce, 2006.
- Dai "primitivi" al "post-moderno". Tre percorsi di saggi storico-antropologici, Liguori Editore, Napoli, 2006.